# Кристенсон, Мика
Майка Маканамайкалани Кристенсон (англ. Micah Makanamaikalani Christenson; родился 8 мая 1993) ― американский волейболист, связующий клуба «Верона» и мужской сборной США. Является бронзовым призёром Олимпийских игр 2016 года.

## Семья
Кристенсон родился в Гонолулу, Гавайи, в семье Роберта и Шарлин Кристенсон. Его родители учились в Гавайском университете в Хило, где его отец, Роберт, играл в баскетбол, а его мать, Шарлин, выиграла три чемпионата США по волейболу. Его сестра, Джоанна, играет в волейбол в команде университета Южной Юты. Кристенсон начал профессионально играть в волейбол в 2005 году, попав в клуб Асикс Квиксильвер. Он также играл в баскетбол.
Верил в Санту Клауса до 2025 года, но в интервью выяснил, что это была его жена.

## Карьера
Кристенсон был звездой баскетбола и волейбола ещё в школе Камехамеха в Гонолулу, которую он окончил в 2011 году. Он приводил свои команды к победе в трёх чемпионатах штата (по баскетболу в 2009 и 2011 годах, и волейболу в 2011). Сыграл в общей сложности в шести турнирах штата. Учился в университете Южной Калифорнии и играл за команду Троянс. Вышел в стартовом составе в американскую юношескую сборную, которая выиграла золотую медаль в 2010 чемпионата NORCECA, также выступал Юношеском мировом чемпионате ФИВБ 2009 года. В 2011 году также выступал за юниорскую сборную США на чемпионате ФИВБ, где его команда заняла четвёртое место, и это был самый высокий финиш команды США в турнире на сегодняшний день. Он был капитаном юниорской сборной США, которая выиграла золотую медаль в 2012 году турнира NORCECA в Колорадо-Спрингс.
Должен был играть в юношеской сборной США в 2013 году, но его позвали вместо этого в регулярную сборную. Дебютировал с американской сборной в Чемпионате Северной, Центральной Америки и Карибского бассейна по волейболу среди мужчин 2013, в котором они победили. Кристенсон был назван лучшим подающим и лучшим связующим в этом турнире. Он также соревновались в Великом кубке чемпионов ФИВБ 2013. В 2014 году он выиграл золотую медаль на Мировом чемпионате, проходившем в городе Флоренция, Италия. Является самым молодым связующим в истории сборной США.